# Katrin Zeller

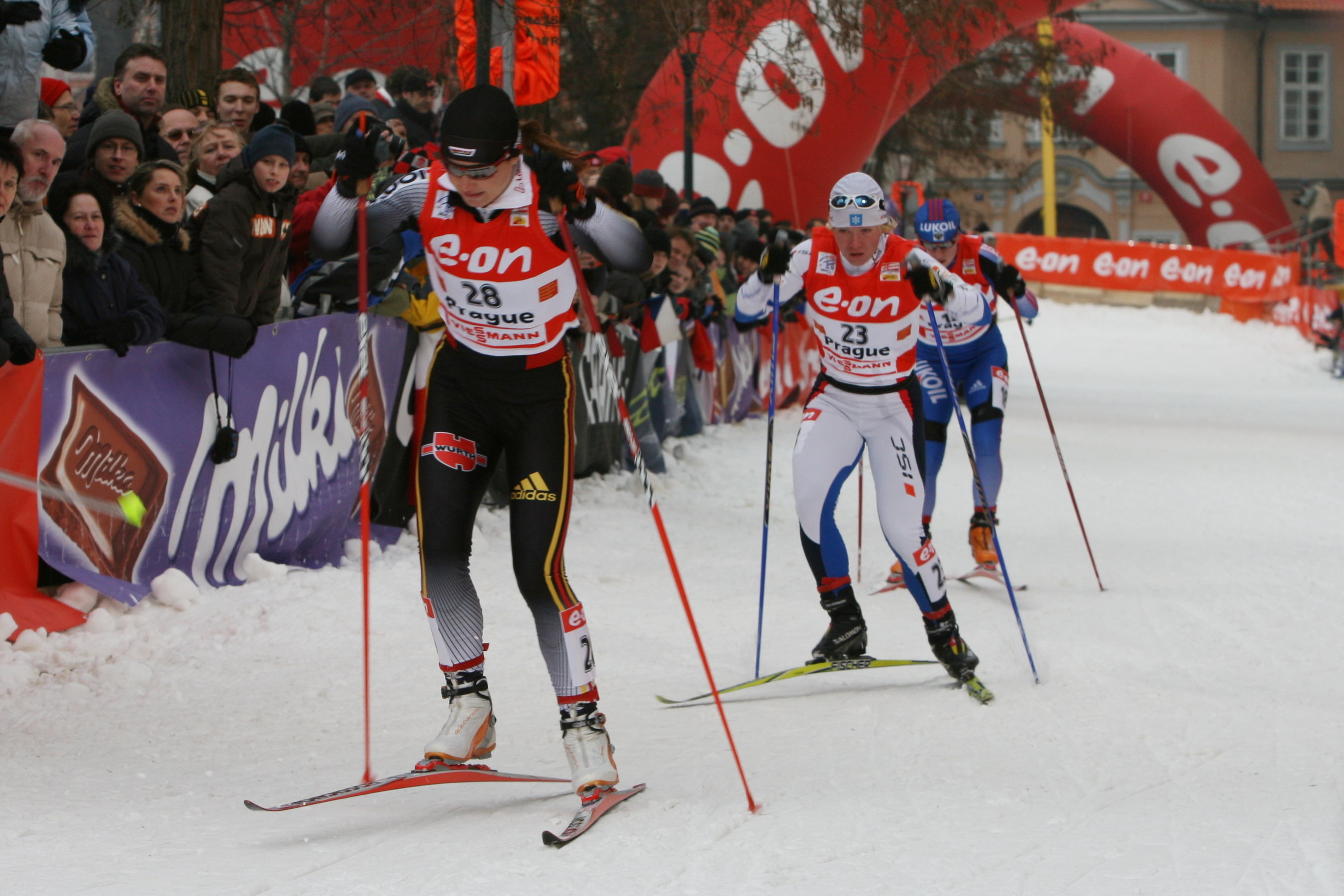
Katrin Zeller, Tour de Ski, Praha 2007

Katrin Zeller, född 1 mars 1979 i Oberstdorf, Västtyskland, är en tysk längdåkare.
Zeller har tävlat i världscupen sedan säsongen 2003/2004 men hennes deltagande har varit ganska sporadiskt. Hennes största framgångar har kommit som en del av tyska stafettlag antingen i sprintstafett eller i vanlig stafett. 
Zeller har bara varit med i ett mästerskap och det var VM 2007 i Sapporo där den bästa placeringen blev 25 i masstart.